# La Louvière-Lauragais
La Louvière-Lauragais – miejscowość i gmina we Francji, w regionie Oksytania, w departamencie Aude.
Według danych na rok 1990 gminę zamieszkiwały 83 osoby, a gęstość zaludnienia wynosiła 13 osób/km² (wśród 1545 gmin Langwedocji-Roussillon La Louvière-Lauragais plasuje się na 818. miejscu pod względem liczby ludności, natomiast pod względem powierzchni na miejscu 940.).